# Ashmore, Dorset
Ashmore är en ort och civil parish i Storbritannien.   Den ligger i kommunen Dorset och riksdelen England, i den södra delen av landet, 150 km väster om huvudstaden London. Ashmore ligger 189 meter över havet och antalet invånare är 188.
Terrängen runt Ashmore är huvudsakligen lite kuperad. Ashmore ligger uppe på en höjd. Runt Ashmore är det ganska tätbefolkat, med 166 invånare per kvadratkilometer. Närmaste större samhälle är Blandford Forum, 10,1 km söder om Ashmore. Trakten runt Ashmore består till största delen av jordbruksmark.